# Arcidiecéze lublinská
Arcidiecéze lublinská (latinsky Archidioecesis Lublinensis) je římskokatolická metropolitní arcidiecéze v Polsku, která je centrem lublinské církevní provincie. Jejími sufragánními diecézemi jsou Diecéze sandoměřská a Diecéze siedlecká.

## Stručná historie
Již od poloviny 13. století začíná existovat Diecéze chelmská, roku 1254 souhlasil papež Inocenc IV. se vznikem nové diecéze, která měla nejprve centrum v Łukówě a byla vyčleněna z území krakovské diecéze. Původně byla sufragánní vůči hnězdenské metropoli, od roku 1377 podřízena metropoli Halyčské. Diecéže byla velmi chudá, proto se v ní biskupové často střídali. Po dělení Polska bylo rozděleno i teritorium diecéze, a v roce 1805 bylo biskupské sdílo přeneseno do Lublinu a diecéze dostala jméno lublinská. V rámci reorganizace polské diecézní struktury papež Jan Pavel II. vydal dne 25. března 1992 bulu Totus Tuus Poloniae populus, kterou diecézi lublinskou povýšil na metropolitní arcidiecézi a vytvořil její církevní provincii.